# Корисні копалини Європи
Корисні копалини Європи
На території Європи є великі родовища нафти і газу, кам'яного і бурого вугілля, руд заліза, марганцю, хрому, бокситів, міді, цинку, олова, ртуті, піриту, бариту, калійних солей, магнезиту та ін. Серед інших континентів Європа займає перше місце за запасами ртутних руд, друге — за запасами марганцевих, цинкових руд, піриту, третє-четверте — за запасами вугілля, калійних солей, хромових, свинцевих і апатитових руд, бариту, флюориту.

## Енергетична сировина
Нафта. Перші нафтові родовища в Європі були відкриті в Україні (1810 р., Дрогобич) та Франції (1813 р., Пешельбронн). Пошуки нафти і газу стали систематичними у 40-50-ті роки XX століття. За цей період були виявлені найбільші континентальні нафтові та газові родовища: Схонебек (1943) у Нідерландах, Лак (1949) та Парантіс (1954) у Франції, а також багато інших родовищ у ФРН, Італії, Норвегії та інших країнах. Загалом, у Західній Європі відомо 21 нафтогазоносних басейн із загальною площею близько 2,8 млн км². Основні запаси нафти і газу зосереджені в найбільших басейнах, таких як Центральноєвропейський, Передкарпатсько-Балканський, Аквітанський, Адріатично-Іонічний, а також Балтійська область. Головні продуктивні горизонти приурочені до фанерозойських відкладів.
Серед країн Західної Європи запасами нафти і газу володіють Австрія, Албанія, Болгарія, Велика Британія, Угорщина, Німеччина, Греція, Данія, Ірландія, Іспанія, Італія, Нідерланди, Норвегія, Польща, Румунія, Франція, Чехія та Югославія. Основні запаси розташовані у Великій Британії та Норвегії (запаси газу також у Нідерландах). Найбільші нафтові родовища Центральної Європи: Морені-Гура-Окніцей (Румунія), Альдьє (Угорщина); газові родовища Зальцведель-Пеккензен (Німеччина), Перемишль-Яксманіце (Польща). Основні відкриті запаси вуглеводнів (понад 60 %) сконцентровані на глибині 1-3 км, при цьому в інтервалі 3-5 км знаходиться 17 % запасів.
Вугілля. Загальні запаси усіх видів вугілля в Європі становлять близько 1,22 трлн т (1998), з них приблизно 34 % - антрацити і кам'яне вугілля, решта - коричневе вугілля. За даними Світового енергетичного конгресу, розвідані запаси вугілля в Європі у 1998 р. становили 72,6 млрд т у.п. За даними Statistical Review of World Energy, запаси кам'яного вугілля в Європі на 2000 р. складають 15,2 % від світових запасів. Найбільші запаси мають ФРН, Велика Британія, Україна, Югославія, Польща, Чехія, Угорщина, Болгарія, Румунія та Франція. Найбільші кам'яно-вугільні басейни розташовані в Нижньому Рейні (Рурський), Саарському, Ахенському, Крефельдському (ФРН), Донецькому (Україна), Південно-Уельському, Йоркширському, Південно- і Північно-Шотландському (Велика Британія), Лотарингійському, Нор-Па-де-Кале (Франція), Верхньо-Сілезькому, Люблінському (Польща), Остравсько-Карвінському (Чехія), Добруджанському (Болгарія), Шпіцбергенському (Норвегія), Астурійському (Іспанія). Видатні басейни і родови

## Руди чорних металів
Залізні руди. Загальні запаси зал. руд Європи у 1998 р. оцінювалися в 40649 млн т, підтверджені — 28269 млн т (16,4 % світових). Осн. запаси зал. руд укладені в апатито-магнетитових родов., приурочених до докембрійських кристаліч. порід — Кіруна (Кірунавара), Сваппавара, Мальмбергет та ін. (Швеція). Руди містять 50(55)-67 % Fe (Кіруна). Найважливіше джерело заліза для Великої Британії — юрські осадові залізняки (20-35 % Fe). Рудні мінерали представлені шамозитом, сидеритом і лімонітом. Значні запаси зал. руд укладені також в Лотарингському залізорудному бас. (26-40 % Fe). У Скандинавії відомі титаномагнетитові родов. з ванадієм — Аккаваре, Руотіваре (Швеція), Тельнес (Норвегія), Отанмякі, Раутавара, Муставара (Фінляндія), руди яких містять 22-44 % Fe, 5-30 % TiO2, 0,2-0,6 % V2О5. З латеритними корами вивітрювання мезозою пов'язані залізо-нікелеві родов.: Трульє-Мамезі, Вранішті-Крума, Мемелішті, Худенішті (Албанія), Старо-Чікатово, Голеш та ін. (Югославія), Пагонда, Ларімна та ін. (Греція), Шкляри (Польща). Їх руди містять 30-40 % Fe, 0,7-1,3 % Ni, 0,04-0,06 % Co.
Марганцеві руди. Загальні запаси марганцевих руд в Європі становлять 935 млн т, а підтверджені — 816 млн т (22,8 % від світових, 1998). Найбільшими запасами володіє Україна (підтв. запаси 642 млн т, 17,9 % світових), далі йде Болгарія (126 млн т, 3,5 %). В Україні марганцеві руди залягають у Нікопольському (33 %) і Великотокмацькому (67 %) родов.; рудний пласт сер. потужності 2 м залягає на глибині 10-100 м у основі олігоценової товщі і являє собою теригенну пачку з включенням конкрецій, пізолітів, оолітів, прошарків рудної речовини; руди карбонатні (77 %), оксидні (15 %), змішані (8 %); вміст Mn 22-29 %. Руди Зах. Європи зосереджені г.ч. в мезозойських осадових утвореннях (Греція, Італія, Болгарія, Угорщина, Румунія). Найбільше родов. — Оброчиште (Болгарія) містить карбонатні руди, які містять 20-25 % Mn. Інші осадові родов. — Мелігала, Андрос (Греція), о. Сардинія (Італія), Уркут (Угорщина) містять 22-45 % Mn.
Титанові руди представлені г.ч. ільменітом і рутилом. Запаси ільменіту — 75 млн т. Осн. родов. ільменіт-магнетитових руд розташовані в Україні (найбільші в Європі ресурси і запаси титанових руд, укладених в 15 родов.), Норвегії (Тельнес, Согндаль та ін.), Фінляндії (Муставара, Отанмякі), Польщі (Кшеменкі) та ін. Магнетит-рутилові розсипи відомі в Італії і Болгарії (район Бургаса). Для родов. титано-магнетитових руд характерний підвищений вміст V2O5 (0,3-0,5 %).
Ресурси хромових руд Європи становили у 1998 р. 220,5 млн т, підтверджені запаси — 82,7 млн т (частка у світі 1,83 %). Родов. хромових руд приурочені до масивів ультраосновних гірських порід Фінляндії (87,5 % запасів), Албанії, колишньої Югославії, Греції, України. Вміст Cr2O3 в рудах — 27-45 %.

## Інші металічні корисні копалини
Запаси ванадієвих руд Зах. Європи оцінюються в 225 тис. т (V2O5) і зосереджені в осн. в родов. титаномагнетитових руд Фінляндії та Норвегії.
Алюмінієві руди представлені переважно бокситами, великі поклади яких укладені в родов. Середземноморської бокситоносної провінції: Греції (Парнас-Кіона, Аморгос та ін), Франції (Ла-Рукет, Сен-Жюльєн та ін), Угорщини (група Халімба, група Орослань, Гант), Югославії (група Рудополлє, Никшич, група Ліштиця), Румунія (група Гугу — Зече-Хотаре). Загальні запаси бокситів у Європі 2188 млн т, підтверджені — 1483 млн т (5,5 % світових, 1998). Греція, Угорщина та Боснія і Герцеговина володіють 74 % підтверджених запасів бокситів континенту.
Благородні метали. Родов. руд благородних металів (золота, срібла, платини і платиноїдів) в Європі порівняно рідкісні. Власне золоторудними є родов. Салсінь у Франції, родов. «золотого чотирикутника» Румунії (Брад, Златна, Секеримб), Мужиївське, Береговське, Сауляк (Україна). До золото-срібних належать родов. Кремніца, Пуканєц (Чехія, Словаччина). Власне срібне родов. — Конгсберґ (Норвегія). Золото і срібло в постійно присутні в мідних, поліметалічних, мідно-нікелевих, піритних рудах більшості сульфідних родов. Метали платинової групи відомі в родов. Кюльмякоські (Фінляндія).
Загальні запаси континенту по золоту становлять 2011 т, підтверджені — 897 т (1,8 % світових), по сріблу: відповідно 156700 т і 114090 т (20,9 % світових), по МПГ — 248 т, платині — 67 т (всі дані — на 1998 р).
Загальні запаси вольфрамових руд Європи на 1998 р. становили 365 тис. т, підтверджені — 260 тис. т (10 % світових). Родов. вольфрамових руд належать до трьох типів: кварц-вольфрамітові гідротермальні жильні, шеєлітові скарнового і гідротермального типів, ґрейзенові з олов'яним і вольфрамовим зруденінням. Вони знаходяться в Португалії, Франції, Вел. Британії, Болгарії, ФРН, Чехії, вміст WO3 в рудах 0,1-1,5 %.
Загальні запаси кобальту Європи на 1998 р. становили 286 тис. т, підтверджені — 196 тис. т (3,6 % світових). Загальні запаси нікелю Європи на той же час становили 8195 тис. т, підтверджені — 3190 тис. т (6,4 % світових). Найважливіші родов. руд кобальту і нікелю пов'язані з латеритними корами вивітрювання ультрабазитів Албанії (Трульє-Мамезі, Гінай-Домай, Вранішті-Крума, Мемелішті, Червенак, Худенішті та ін.), Югославії (група Старо Чікатово), Греції (Пагонда). Руди містять 0,7-1,3 % Ni, 0,04-0,06 % Co, 30-40 % Fe. Велике значення мають також мідно-нікелеві магматич. родов. Скандинавії, руди яких містять 0,1-1,0 % Ni, 0,1-0,2 % Co, 0,3-2,1 % Cu.
Мідь. Загальні запаси мідних руд Європи на 1998 р. — 80 млн т, підтверджені — 47 млн т в перерахунку на метал (7 % світових). Значні запаси мідних руд укладені в числ. родов. різного генезису в Польщі (бл. 46 % підтв. запасів континенту), Болгарії, Югославії, Угорщині, Румунії, Великій Британії, Ірландії, Іспанії, Норвегії, Швеції, ФРН. Руди містять 0,3-0,8 % Cu (в мідистих пісковиках і сланцях Німеччини та Польщі — до 2,5 %).
Молібден. Заг. і підтверджені запаси молібдену в Європі на 1998 р. невеликі — 10 тис. т (0,1 % світових). Родов. молібденових руд є в Болгарії, Югославії, Норвегії, Румунії, Італії. Прожилково-украплені руди містять 0,1 % Мо.
Олово. Осн. запаси олов'яних руд зосереджені в гідротермальних жильних родов. Великої Британії, Іспанії, Португалії, Чехії, в яких вміст олова досягає 0,85-1,5 %, а також в оловоносних ґрейзенах Німеччини та Чехії. Загальні запаси олова Європи на 1998 р. оцінені в 285 тис. т, підтверджені — 234 тис. т.
Ртуть. Загальні запаси ртуті Європи на 1998 р. становлять 81,5 тис. т (60,8 % світових), ресурси — 367,9 тис. т. На тер. Європи знаходяться унікальні ртутні родов.: Альмаден (80 % запасів континенту) і Ель-Ентредічо (Іспанія), групи Монте-Аміата (Італія), Ідрія (Югославія), Микитівське (Україна). Вміст ртуті в рудах 0,5-2 %.
Стронцій. Родов. стронцієвих руд знаходяться у Великій Британії, де зруденіння пов'язане з покладами целестину у мергелях кейпера в районі Брістоля і Сомерсета в Іспанії.
Поліметали. Загальні запаси свинцю Європи на 1998 р. — 28661 тис. т, підтверджені — 16547 тис. т в перерахунку на метал (13,6 % світових), цинку відповідно: 65839 та 40413 тис. т (14,6 % світових). Родов. свинцево-цинкових руд є в більшості країн Європи. Вони належать до дек. генетич. типів: колчеданні (Швеція, ФРН, Румунія, Іспанія, Австрія, Чехія); стратиформні (Польща, Болгарія, Італія, Швеція, Ірландія); жильні кварц-поліметаліч. родов. (Болгарія, Югославія, Чехія Угорщина, Франція, Швеція та ін). Свинцево-цинкові руди мають такий склад: 0,5-2,5 % РЬ, 1 3 % Zn, 0,2-29 % Cu, 0,2-2 г/т Au, 20-220 г/т Ar, а також Cd, In.

## Гірничохімічна сировина
Гірничохімічна сировина в Європі представлена калійними і кам'яними солями, фосфатами, сіркою та ін. Великі поклади калійних солей є у Верньорейнському (Франція, Німеччина), Ельзаському (Франція), Йоркширському (Велика Британія), Гановерському і Верра-Фульда (ФРН), Гданському (Польща), Прикарпатському (Україна), Прип'ятському (Білорусь) бас. Загальні запаси калійних солей Європи на 1998 р. — 1854 млн т, підтверджені — 1223 млн т в перерахунку на K2O (16,2 % світових). Поклади кам. солі відомі у Великій Британії, Данії, Україні, ФРН, Польщі, Болгарії, Югославії та ін. Значні запаси фосфатів зосереджені в апатитових рудах (490 млн т). Родовища цих руд знаходяться на Скандинавському (Фінляндія, Норвегія, Швеція), Кольському (Росія) п-овах, в яких міститься 0,1-5 % фосфору. Родов. сірки є в Італії (Сицилія), Україні (Прикарпаття), Греції (о. Мілос), Польщі (Тарнобжег, Воля Вісньовска, Гжибув), Франції, ФРН; вміст сірки до 24 %.

## Нерудна індустріальна сировина
Нерудна індустріальна сировина Європи представлена родов. вогнетривів (магнезит), флюсових вапняків і доломіту, родов. графіту, азбесту, польового шпату, кварцу, флюориту, бариту та ін.
Загальні запаси флюориту Європи складали (без Росії) у 1998 р 41,27 млн т, а підтв. — 30 млн т (16 % світових). Великі родов. флюориту розвідані у Великій Британії (Півд. Пенніни), Франції (Пьє-Пертюш), Італії (Таргола, Пьянчано), ФРН (Ротлебероде, Ільменау), Швеції (Гладсакс), Україні (Покровсько-Киреєвське родов.). Вміст CaF2 в пром. рудах від 20-30 % до 65-72 %. Загальні запаси бариту Європи на 1998 р. — 31 млн т, підтверджені — 16,08 млн т (4,7 % світових). Значні запаси бариту зосереджені в Греції, Ірландії, ФРН, Італії, Франції, Бельгії. Вміст BaSO4 в пром. рудах 28-60 %. Значні родов. тальку є у Франції та ін. країнах.
Нерудні буд. матеріали представлені родов. перліту в Угорщині, Греції, Ісландії, діатоміту — в Ісландії, Данії, Великій Британії, Португалії, каоліну — у Великій Британії, ФРН, Франції, Чехії. Крупні родов. мармуру відомі в Італії, Греції, граніту — в Україні, Швеції, Фінляндії, Великій Британії.

## Дорогоцінні камені
З дорогоцінних і напівдорогоцінних каменів в Європі представлені родов. рубіну, сапфіру, гранату в Чехії, Андоррі, Фінляндії.
Країни Європи багаті термальними і мінеральними джерелами: Баден в Австрії, Спа в Бельгії, Карлові Вари в Чехії, Бат у Великій Британії, Карпатські та ін. мінводи в Україні; числ. джерела мін. вод є в Албанії, Болгарії, Угорщині, Франції, Польщі, Румунії, Югославії, ФРН, Ісландії, Іспанії.

## Гірнича промисловість Європи
Структура гірничодоб. промисловості Зах. Європи характеризується такими даними (% від вартості всієї продукції галузі): паливно-енергетичні ресурси 90,0; руди чорних і легуючих металів 2,5; руди кольорових, рідкісних і благородних металів 2,2; нерудні к.к. і буд. матеріали 5,3. Для Зах. Європи характерні різкі (до 10:1 і більше) диспропорції між споживанням мінеральної сировини і власним видобутком. При цьому відчувається гострий дефіцит окр. видів мінеральної сировини, що пов'язано з обмеженістю сировинної бази регіону. Частка Зах. Європи в запасах більшості важливих видів к.к. серед промислово розвинених країн, і країн що розвиваються становить лише 3-5 %, тобто в 5-8 разів менше її частки у пром. виробництві. Тому близько 75 % потреб Зах. Європи в 20 осн. видах к.к. забезпечується за рахунок імпорту (для порівняння — для Півн. Америки, цей показник становить 15 %, Японії — 90 %). Для гірничодоб. промисловості Зах. Європи характерна низька питома вага відкритих розробок. На їх частку припадає лише 19 %. За кількістю гірничодоб. підприємств потужністю від 150 тис. т на рік і вище 1-е місце серед зах.-європ. країн займає Франція, далі йдуть Іспанія, Швеція, ФРН, Фінляндія. Питома вага зах.-європ. країн у видобутку паливно-енергетич. сировини серед розвинутих країн світу складає бл. 12 %, руд металів — бл. 7 %, неметалічних корисних копалин — 18 %.